# Charleston (Mississipi)
Charleston és una població dels Estats Units a l'estat de Mississipi. Segons el cens del 2000 tenia 2.198 habitants.

## Demografia
Segons el cens del 2000, Charleston tenia 2.198 habitants, 848 habitatges, i 569 famílies. La densitat de població era de 624 habitants per km².
Dels 848 habitatges en un 29,5% hi vivien nens de menys de 18 anys, en un 33,5% hi vivien parelles casades, en un 28,4% dones solteres, i en un 32,8% no eren unitats familiars. En el 31% dels habitatges hi vivien persones soles el 15,8% de les quals corresponia a persones de 65 anys o més que vivien soles. El nombre mitjà de persones vivint en cada habitatge era de 2,51 i el nombre mitjà de persones que vivien en cada família era de 3,14.
Per edats la població es repartia de la següent manera: un 27,4% tenia menys de 18 anys, un 9,1% entre 18 i 24, un 25,2% entre 25 i 44, un 20,1% de 45 a 60 i un 18,2% 65 anys o més.
L'edat mediana era de 36 anys. Per cada 100 dones de 18 o més anys hi havia 72,4 homes.
La renda mediana per habitatge era de 18.208 $ i la renda mediana per família de 24.750 $. Els homes tenien una renda mediana de 26.500 $ mentre que les dones 16.406 $. La renda per capita de la població era de 10.835 $. Entorn del 30,7% de les famílies i el 34,4% de la població estaven per davall del llindar de pobresa.

## Poblacions més properes
El següent diagrama mostra les poblacions més properes.